# UFC Fight Night: McGregor vs. Brandão
UFC Fight Night: McGregor vs. Brandão (también conocido como UFC Fight Night 46) fue un evento de artes marciales mixtas celebrado por Ultimate Fighting Championship el 19 de julio de 2014 en el The O2 en Dublín, Irlanda.

## Historia
Esta fue la segunda vez que la organización ha celebrado un evento en Dublín, después de UFC 93 en 2009.
Se esperaba que el evento estelar estuviera encabezado por una pelea de peso pluma entre Conor McGregor y Cole Miller. Sin embargo, Miller se vio obligado a retirarse debido a una lesión, y fue reemplazado por Diego Brandão. A pesar del cambio con uno de los participantes como cabeza de cartel, la demanda de entradas fue alta para el evento, llegándose a vender los 8.000 boletos en el plazo de unas pocas horas después de que salieran a la venta.
Ryan LaFlare fue programado para enfrentare a Gunnar Nelson en el evento. Sin embargo, LaFlare fue retirado de la tarjeta y fue sustituido por Zak Cummings.
Se esperaba que Tom Lawlor se enfrentara a Ilir Latifi en el evento. Sin embargo, Lawlor se retiró de la pelea por una lesión y fue reemplazado por el recién llegado Chris Dempsey.

## Resultados
1. ↑  King dio positivo por nandrolona después de la pelea.

## Premios extra
Cada peleador recibió un bono de $50,000.
- Pelea de la Noche: Cathal Pendred vs. Mike King^
- Actuación de la Noche: Conor McGregor y Gunnar Nelson

^A King se le rescindió el premio por dar positivo por nandrolona en un examen médico después de la pelea.